# La Capilla, Chiconquiaco
La Capilla är en ort i Mexiko.   Den ligger i kommunen Chiconquiaco och delstaten Veracruz, i den sydöstra delen av landet, 240 km öster om huvudstaden Mexico City. La Capilla ligger 1 698 meter över havet och antalet invånare är 140.
Terrängen runt La Capilla är bergig söderut, men norrut är den kuperad. Runt La Capilla är det ganska tätbefolkat, med 93 invånare per kvadratkilometer. Närmaste större samhälle är Misantla, 13,4 km norr om La Capilla. I omgivningarna runt La Capilla växer i huvudsak städsegrön lövskog.